# Les Chevaliers de la montagne
Pour plus de détails, voir Fiche technique et Distribution.
Les Chevaliers de la montagne est un film franco-italo-allemand réalisé par Mario Bonnard et Luis Trenker, sorti en 1930.

## Fiche technique
- Titre : Les Chevaliers de la montagne
- Titre original : Der Sohn der weißen Berge
- Réalisation : Mario Bonnard, Luis Trenker
- Scénario : Mario Bonnard, Nunzio Malasomma, Walter Schmidtkunz, Luis Trenker et Michael von Newlinsky
- Photographie : Albert Benitz, Kurt Neubert et Franz Planer
- Son : Charles Métain
- Musique : Giuseppe Becce
- Production : Gaumont-Franco Film-Aubert (G.F.F.A) - Itala Film
- Pays de production :  Royaume d'Italie -  France - Allemagne  République de Weimar
- Durée : 82 minutes
- Date de sortie : France - 7 novembre 1930

## Distribution
- Marie Glory : Mary
- Yvette Béschoff : Christine
- Luis Trenker : Charlier
- Pierre Magnier : le père de Mary
- Emmerich Albert : Ralph Sorel
- Charles Steiner : Jean Coste
- Michael von Newlinsky : Milhacs
- Jim Gérald : le portier de l'hôtel
- Jacques Henley
- Jeanne Méa
- Marcel Merminod